# Joachim Müncheberg
Joachim Müncheberg, nemški častnik, vojaški pilot in letalski as, * 31. december 1918, Friedrichsdorf, Nemčija (danes Darskowo, Poljska), † padel v boju 23. marec 1943, Tunizija.

## Življenjepis
Joachim Müncheberg se je rodil 18. decembra 1918 v Friedrichsdorfu v nemški zvezni deželi Pomeranija. V oborožene sile je vstopil kot pripadnik pehote oktobra 1936. Oktobra 1938 je prestopil k Luftwaffe in se začel uriti za pilota lovskega letala. Po opravljenem usposabljanju je bil dodeljen k I./JG 234. Oktobra 1939 je bil s činom poročnika premeščen k III./JG 26, točneje k 10.(N)/JG26.
Svojo prvo zračno zmago je dosegel nad britanskim lahkim bombnikom Bristol Blenheim, ki ga je 7. novembra sestrelil nad Opladnom. Med francosko kampanjo je Müncheberg sestrelil osem francoskih in britanskih letal, do konca julija 1940 pa je imel na svojem repnem stabilizatorju narisanih že deset črtic. Do takrat je napredoval že v nadporočnika. 22. avgusta 1940 je postal Staffelkapitän 7./JG 26. Za svojo 20. zmago je bil Müncheberg 14. septembra 1940 odlikovan z Viteškim križem. Med bitko za Britanijo je dosegel novih 14 zmag. Od februarja 1941 pa je njegova enota delovala nad Sredozemljem, njeno oporišče pa je bilo na Siciliji, tam pa se je enota izjemno izkazala v boju. Dosegla je namreč kar 52 zračnih zmag, sama pa ni izgubila niti enega pilota. Müncheberg je osebno prispeval več kot polovico teh zmag, poleg operacij nad malto pa je sodeloval tudi pri nalogah nad Jugoslavijo. V bližini Podgorice je prvi dan invazije na Jugoslavijo (6. aprila 1941) prijavil, da je sestrelil dvokrilno lovsko letalo Hawker Fury Mk II jugoslovanskega kraljevega vojnega letalstva, poleg tega pa na tleh uničil še eno tako letalo. Izkazalo se je, da je Müncheberg obe letali narobe identificiral in da sta bili v resnici to lovski letali Avia BH-33.
7. maja 1941 je za zasluge prejel hrastove liste k viteškemu križu (12. po vrsti) ter italijansko zlato medaljo Medagalia d’Oro. Ob prejemu teh dveh odlikovanj je dosegel že 43 zračnih zmag. V juniju in juliju 1941 je njegova enota pomagala rommlovemu afriškemu korpusu dvigniti blokado libijskega mesta Tobruk, pri čemer je Müncheberg dosegel novih pet zmag.
Avgusta 1941 je bila njegova enota, 7./JG 26, premeščena v Francijo, kjer je 29. avgusta Müncheberg v bližini Dunquerka sestrelil britanskega lovca Supermarine Spitfire, kar je bila njegova 50. zračna zmaga. Konec junija 1942 je zapustil svojo enoto; do takrat pa je dosegel 35 zračnih zmag, od katerih je bilo kar 34 lovcev Spitfire. 19. septembra je bil Müncheberg povišan v stotnika in imenovan za Gruppenkommandeurja II./JG 26. 22. julija 1942 pa je bil Müncheberg premeščen na vzhodno fronto, kjer se je pridružil JG 51. 5. septembra je dosegel svojo stoto zmago, 9 septembra pa odlikovan z meči k viteškemu križu (19. po vrsti). Nad Sovjetsko zvezo je Müncheberg dosegel 33 zmag (84–116), sam pa je bil v štirih tednih, kolikor jih je preživel tam, dvakrat sestreljen. V obeh primerih ni utrpel hujših poškodb.
1. oktobra 1942 je bil, takrat že major Müncheberg, imenovan za komodorja JG 77, ki je delovala nad Severno Afriko, Sicilijo in Tunizijo. Müncheberg je tam dosegel novih 24 zmag, 10. decembra 1942 pa je bil s svojim Messerschmittom Bf 109 G-2 (W. Nr. 10725) prisiljen zasilno pristati, ko ga je v boju zadel britanski lovec Curtiss P-40 Warhawk.
Joachim Müncheberg je padel v boju 23. marca 1943 nad Tunizijo. V zračnem dvoboju z ameriškim lovcem Supermarine Spitfire 52. lovske skupine je Müncheberg dosegel zmago, takoj za tem pa je s svojim Bf 109 G-6 (W. Nr. 16381) trčil v drugo ameriško letalo in strmoglavil.
Joachim Müncheberg je v več kot 500 nalogah skupaj dosegel 135 zračnih zmag. 102 zmagi je dosegel nad zahodnim bojiščem, 33 pa nad vzhodnim. Sestrelil je najmanj 46 lovcev Spitfire, kar ga uvršča med najuspešnejše nemške letalske ase nad temi lovci.

## Odlikovanja
- Frontna letalska značka s priponko »400« (Za število bojnih poletov)
- Železni križec 2. in 1. razreda
- Viteški križ železnega križca (14. september 1940)
- Hrastovi listi k viteškemu križu (7. maj 1941)
- Italijanska medalja za hrabrost v zlatu - Medaglia d'Oro (7. maj 1941)
- Nemški križ v zlatu (5. junij 1942)
- Meči k viteškemu križu (15. junij 1942)